# 묵계초등학교
묵계초등학교는 대한민국 경상남도 하동군에 있는 공립 초등학교이다.

## 학교 연혁
- 1936년 5월 1일: 청암보통학교 부설 묵계간이학교 설립인가
- 1942년 4월 1일: 묵계국민학교 개교
- 1996년 3월 1일: 묵계초등학교로 교명 변경
- 청암분교장개교

## 참고 자료
- 묵계초등학교 - 한국교육학술정보원 학교알리미